# André Silva
André Silva   (Gondomar, 6 de novembre de 1995) és un futbolista portuguès que juga amb el Werder Bremen, cedit per l'RB Leipzig. És internacional amb Portugal, amb la qual disputà el Mundial 2018. També va se jugador de l'FC Porto, AC Milan i Sevilla FC.

## Palmarès
Porto
- Segona divisió: 2015-2016